# Диплом

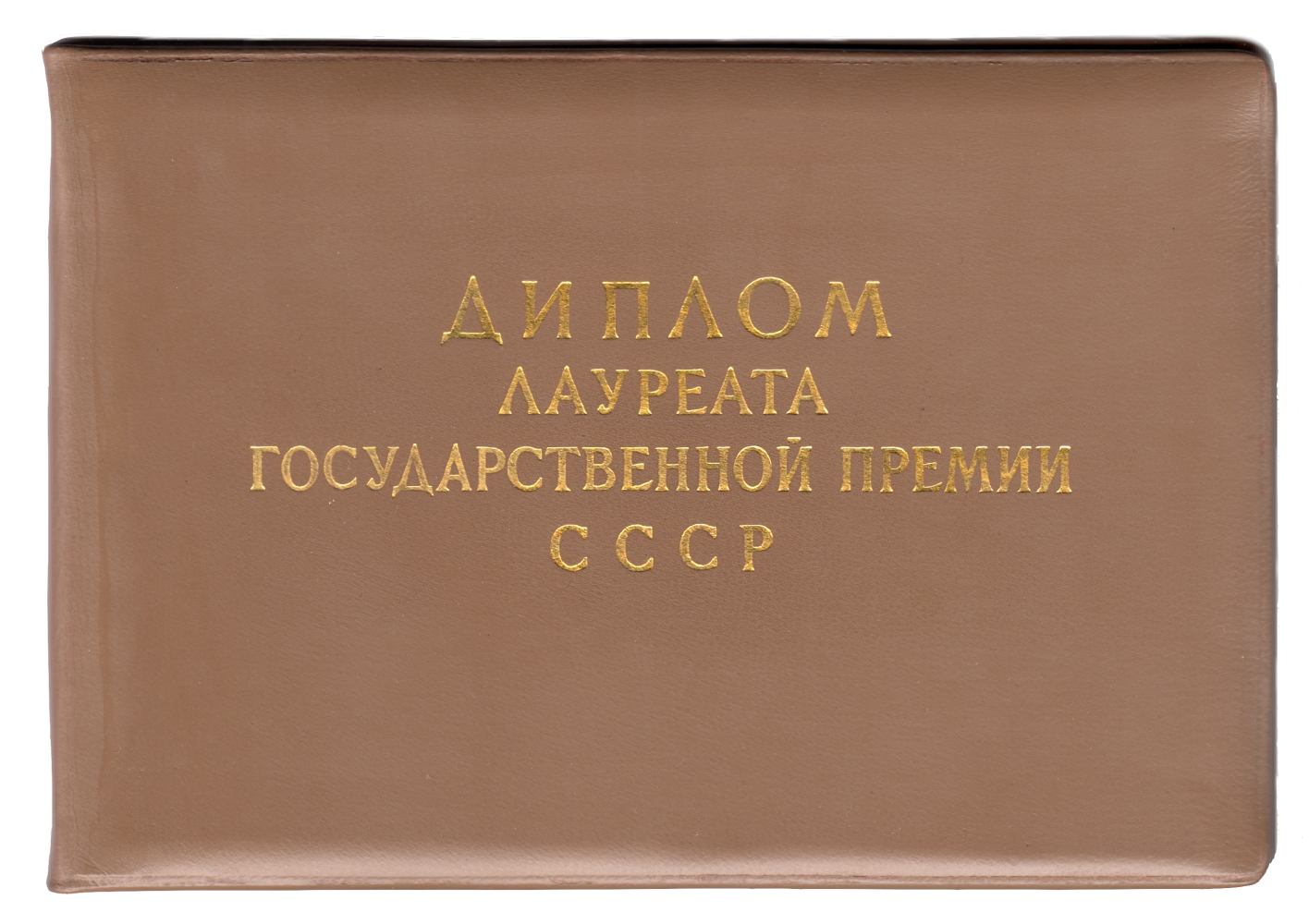
Обложка диплома лауреата Государственной премии СССР.

Диплом (франц. diplôme, от др.-греч. δίπλωμα — сложенный вдвое лист бумаги) — официальный документ об окончании начального профессионального (специального), среднего профессионального или высшего учебного заведения и присвоении соответствующей квалификации; официальный документ о присуждении учёной степени, присвоении учёного звания, общественном признании лица или организации, присуждении награды или премии.
Награждённые дипломом на фестивалях или конкурсах называются дипломантами, однако получившие диплом высшей номинации чаще называются лауреатами.

## Этимология
В Древней Греции дипломом называли навощённые пластинки из дерева или бронзы, связанные вместе, на которых записывались различные документы. Буквально слово означало «сдвоенное» или «вместе сложенное», — от способа, которым они изготавливались. К примеру, дипломами назывались сдвоенные дощечки с нанесёнными на них письменами, выдававшиеся посланникам в качестве документов, подтверждавших их полномочия. Также, в греческих армиях солдатам по окончании службы выдавались дощечки-дипломы, подтверждавшие их право на полагающиеся от государства привилегии — пенсии, освобождение от налогов, лучшие места в театрах и т. п. По греческому образцу в Древнем Риме дипломы стали выдавать и отслужившим римским легионерам. В них записывались сведения о воинской части и перечислялись предоставляемые ветерану льготы, в частности, заслуженное таким образом жителем провинции ценное право на римское гражданство.
При поздней Римской республики и особенно во время Римской империи, дипломом стал называться всякий документ, в том числе пергаментный или бумажный, за подписью и печатью высших сановников или императора, дававший кому-либо определённые преимущества или льготы. Особенно часто применялось название диплома к рекомендательным письмам, по которым курьеры и другие доверенные лица, ездившие по государственным делам, получали на станциях всё необходимое. В средние века слово почти не употреблялось. С XVII века, после произведшего целую революцию в науке труда Жана Мабильона «De re diplomatica» («О деле дипломатике», Париж, 1681), слово снова вошло во всеобщее употребление и от него довольно скоро образовались слова дипломат, дипломатия и дипломатика; после чего дипломами стали охотно называть не только верительные, но и жалованные грамоты — на сан или дворянское достоинство, а вслед за этим и грамоты о присвоении учёной степени (доктора или магистра), которое часто совпадало с окончанием учебного курса.

## Россия: дипломы о среднем профессиональном образовании
В России выпускникам средних специальных учебных заведений (техникумов, колледжей) вручаются дипломы в соответствии с их квалификацией:
- диплом о среднем профессиональном образовании базового уровня (техник, медицинская сестра и т. д.),
- диплом о среднем профессиональном образовании повышенного уровня (старший техник, фельдшер и т. д.).

Лицам, обучающимся в средних специальных учебных заведениях, получившим по окончании школы аттестат об основном общем образовании (9 классов) и успешно прошедшим промежуточную аттестацию, может быть выдан диплом о начальном профессиональном образовании, который приравнивается к аттестату о среднем (полном) общем образовании (11 классов).
Порядок выдачи дипломов с отличием в средних специальных учебных заведениях аналогичен системе высшего образования.

## Дипломы о высшем образовании

### СССР
В СССР выпускникам вузов вручались в соответствии с их квалификацией дипломы о высшем образовании единого государственного образца.
Они имели вид единого типографски выполненного, складывающегося вдвое формуляра в плотной картонной обложке тёмно-синего или бордового цвета. Все формуляры являлись документами особого хранения и выдачи, носили индивидуальный номер и были отпечатаны на типографской фабрике Гознака по особой технологии цветопередачи для исключения подделок.
На внешней стороне (на обложке) формуляры имели название «Диплом» и герб СССР, выполненные путём объёмного тиснения.
На внутренней стороне слева размещался герб СССР. Там же ставился штамп вуза о выдаче нагрудного знака о получении высшего образования (обычно знак имел форму ромба). На внутренней стороне диплома справа располагался текст диплома. В типографскую заготовку от руки чернилами вносились данные о названии вуза, специальности, полученной квалификации. Ставились подписи членов государственной экзаменационной комиссии, номер экзаменационного реестра и гербовая печать вуза.
Лицам, не завершившим полную программу обучения, но успешно прошедшим промежуточную аттестацию (не менее чем за два года очной формы обучения), в СССР выдавались справки о неполном высшем образовании.

#### Синий и красный дипломы в вузах / ссузах СССР и современной России

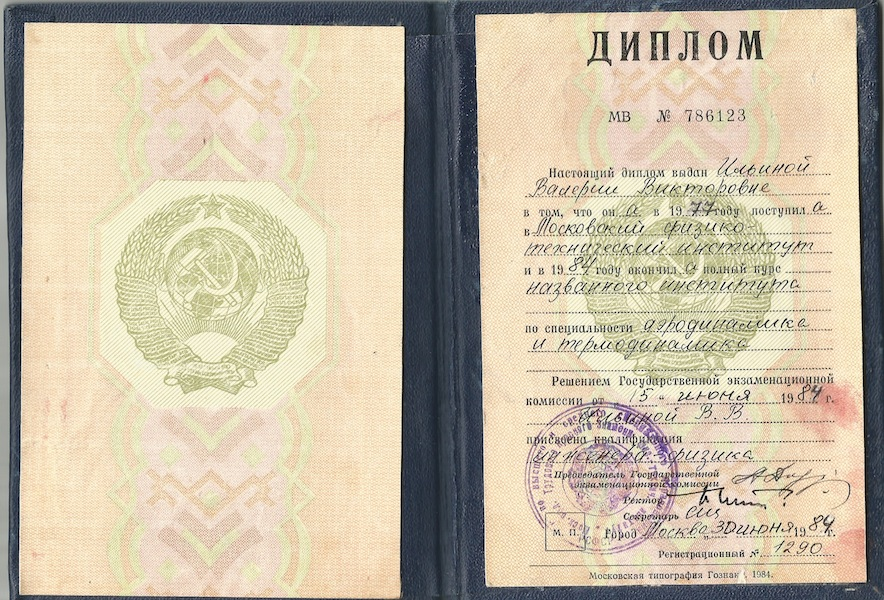
Диплом о высшем образовании СССР (синий), 1984 г.

Синий и красный дипломы (разговорн.) — неофициальные обозначения дипломов о высшем образовании; соответствуют цветам обложек:
- стандартный диплом, тёмно-синяя обложка;
- диплом с отличием, бордовая (красная) обложка; вручался (вручается) выпускникам вузов/ссузов, которые к моменту завершения обучения имели в приложении к диплому не менее 75 % высших, «отличных» оценок, а остальные оценки — «хорошо» по предметам как обязательного образовательного стандарта, так и национально-регионального (вузовского) компонента, а также курсовым работам (проектам) и практикам, формой промежуточной аттестации по которым был экзамен или дифференцированный зачёт. При этом выпускная работа должна быть обязательно защищена на «отлично». Данные требования для диплома с отличием сохраняются и в современной России.

В дипломах, выданных вне РСФСР, на левой странице дублировался на национальном языке русский текст правой страницы диплома.

#### Вкладыш к диплому о высшем образовании в СССР
К диплому прилагался вкладыш (приложение к диплому), как правило, на синей плотной бумаге, состоящий из одного листа, складывавшегося вдвое, отпечатанного на машинке и кустарно размноженного в каждом вузе на ротапринте.
Вкладыш к диплому включал в себя:
- список изученных дисциплин с итоговыми оценками
- список пройденных практик с итоговыми оценками
- список итоговых государственных экзаменов с оценками
- название выпускной квалификационной работы с оценкой
- номер диплома, приложением к которому он являлся
- гербовую печать вуза

Вкладыш являлся составной частью основного диплома и был без него недействителен. В повседневной практике он хранился у обладателя диплома и почти никогда не предъявлялся.

### Россия
В России выпускникам вузов вручаются дипломы в соответствии с их квалификацией:
- диплом бакалавра,
- диплом специалиста,
- диплом магистра,
- диплом об окончании аспирантуры или адъюнктуры (всегда без отличия, вне зависимости от оценок в приложении).

#### Вкладыш к диплому о высшем образовании в современной России
К диплому прилагается вкладыш (приложение к диплому), состоящий, как правило, из одного листа (редко двух) и включающий в себя:
- список изученных дисциплин с итоговыми оценками, общим количеством часов и трудоёмкостью в ЗЕТ (последнее — только для обучавшихся по ФГОС третьего поколения),
- список пройденных практик с итоговыми оценками и затраченным временем (в неделях),
- список итоговых государственных экзаменов с оценками,
- название выпускной квалификационной работы с оценкой.

Его главное отличие от советского — указание учебных часов и затраченного времени на изучение отдельных дисциплин.

#### Дипломы Санкт-Петербургского и Московского государственного университета
Согласно статье 4 Федерального закона РФ от 10 ноября 2009 года № 259-ФЗ «О Московском государственном университете им. М. В. Ломоносова и Санкт-Петербургском государственном университете», данные вузы имеют право выдавать дипломы собственного образца. В СПбГУ дипломы собственного образца выдаются с 2010 года, в МГУ — с 2011 года.
Обложка диплома СПбГУ красного цвета независимо от того, с отличием или без отличия выпускник окончил вуз. На обложке располагается герб университета и надпись «Universitas Petropolitana MDCCXXIV» (лат. Петербургский университет 1724). И сам диплом, и приложение к нему полностью переведены на английский язык. В приложении к диплому указывается не только количество часов, но и количество зачётных единиц. В перспективе планируется указывать оценку по шкале ECTS. С 2015 года помимо прочего в дипломе указываются ученая степень, должность и звание научного руководителя студента. На последней странице приложения к диплому изображена схема системы образования в России.
В МГУ дипломы с отличием — бордового цвета, стандартные дипломы — зелёного цвета (синего до 2011 года). Современный образец введен в 2011 году. На обложке размещены полное название вуза на русском языке и герб Российской Федерации, выполненные тиснёным золотым шрифтом. Левая сторона форзаца содержит герб университета в обрамлении надписей «Московский государственный университет имени М. В. Ломоносова» и «Учреждён по указу императрицы Елизаветы Петровны в 1755 году». На последней странице приложения к диплому изображена схема системы российского высшего образования, на правой стороне форзаца — статья 4 указанного федерального закона. Как и в СПбГУ, содержание диплома воспроизводится на двух языках.

#### Дипломы о неполном высшем профессиональном образовании в России
Образование лиц, не завершивших обучение по основной образовательной программе высшего профессионального образования, но успешно прошедших промежуточную аттестацию (не менее чем за два года обучения), признавалось неполным высшим профессиональным образованием и подтверждалась выдачей диплома о неполном высшем образовании установленного Приложением номер 7 к Постановлению Государственного комитета Российской Федерации по высшему образованию от 30 ноября 1994 года номер 9 «Об утверждении образцов государственных документов о высшем профессиональном образовании» образца.
С 24 октября 2007 года, даты принятия и вступления в силу Федерального закона «О внесении изменений в отдельные законодательные акты Российской Федерации (в части установления уровней высшего профессионального образования)» номер 232-ФЗ Российской Федерации, положением которого, а, в частности, подпунктом «г» пункта 1 статьи 2, признана утратившим силу норма о неполном высшем образовании, которая была установлена абзацем первым части 3-й статьи 6-й Федерального закона «О высшем и послевузовском профессиональном образовании» Российской Федерации.
Таким образом, понятие «неполное высшее образование» в российском законодательстве упразднено или отменено.
Согласно части 3-й статьи 6-й Федерального закона «О высшем и послевузовском профессиональном образовании» Российской Федерации в её действующей (с 24 октября 2007 года) редакции, лицам, не завершившим освоение основной образовательной программы высшего профессионального образования, выдаются академические справки установленного Приложением номер 6 к Постановлению Государственного комитета Российской Федерации по высшему образованию от 30-го ноября 1994 года номер 9 «Об утверждении образцов государственных документов о высшем профессиональном образовании» образца.
Вместе с тем, согласно абзацу 4-му письма Министерства образования и науки Российской Федерации «Об обучении по образовательным программам высшего профессионального образования соответствующих ступеней высшего профессионального образования» от 21 апреля 2008 года номер ЮС-232/03, адресованного Федеральным органам исполнительной власти, имеющим в своём ведении образовательные учреждения высшего профессионального образования и ректорам высших учебных заведений Российской Федерации, по сути — разъяснению о порядке вступления в силу Федерального закона «О внесении изменений в отдельные законодательные акты Российской Федерации (в части установления уровней высшего профессионального образования)» номер 232-ФЗ Российской Федерации,

на лиц, принятых до 31 августа 2009 года на обучение и продолжающих обучаться по образовательным программам высшего профессионального образования соответствующих ступеней высшего профессионального образования, распространяются условия, действовавшие до вступления в силу Федерального закона номер 232-ФЗ, в том числе:
— возможность получения высшего профессионального образования различных ступеней по сокращённым и ускоренным программам;
— право на получение диплома о неполном высшем профессиональном образовании;
— возможность получения образования по образовательной программе высшего профессионального образования следующей ступени — бесплатно.

#### Современные российские дипломы с отличием
Диплом с отличием в настоящее время выдаётся выпускнику вуза на основании оценок, вносимых в приложение к диплому, включающих оценки по дисциплинам, курсовым работам, практикам и итоговой государственной аттестации. По результатам итоговой государственной аттестации выпускник вуза должен иметь только оценки «отлично». При этом оценок «отлично», включая оценки по итоговой государственной аттестации, должно быть не менее 75 % (вузы вправе увеличивать данную цифру), остальные оценки — «хорошо». Зачёты, за исключением дифференцированных, в процентный подсчёт не входят. Доля учащихся, получающих диплом с отличием, меняется от года к году и по стране. В среднем по России диплом с отличием получает от 5 до 7 % учащихся.
Ранее для магистра дополнительным условием выдачи диплома с отличием было обязательное наличие у него документа о предыдущем высшем профессиональном образовании (диплома бакалавра или диплома специалиста с высшим профессиональным образованием) «с отличием». Сейчас эта норма упразднена.

#### Золотая медаль
Особо отличившимся выпускникам военных вузов наряду с дипломом может вручаться золотая медаль.

### Франция
Иностранные слушатели, прошедшие продлённый курс обучения Национальной школы администрации при премьер-министре Франции, успешно сдавшие экзамены и набравшие не ниже требуемого количества баллов, получали международный диплом по государственному управлению, которому было трудно найти международно признанный эквивалент.

### Образцы дипломов о высшем образовании (фотогалерея)

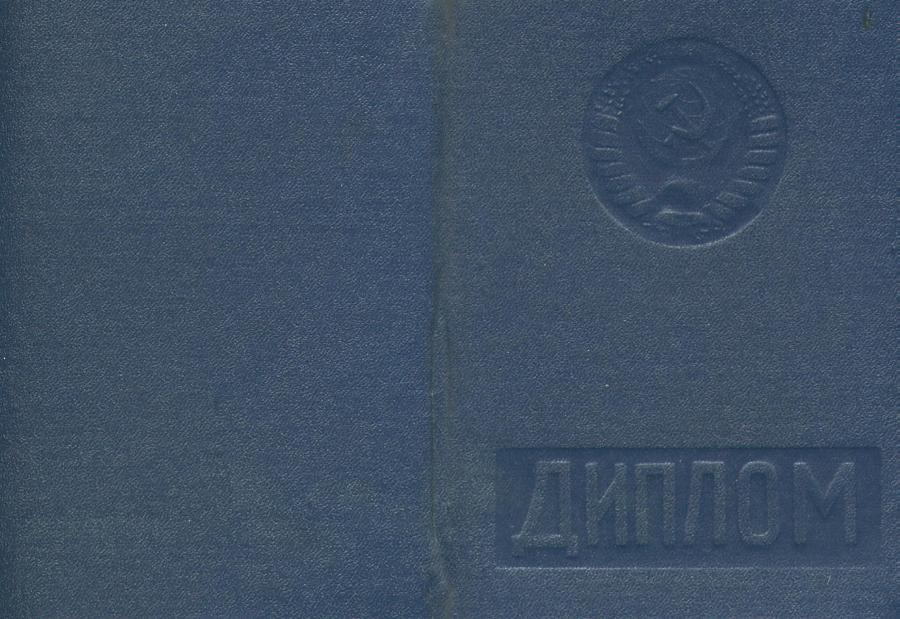
Обложка диплома СССР о высшем образовании
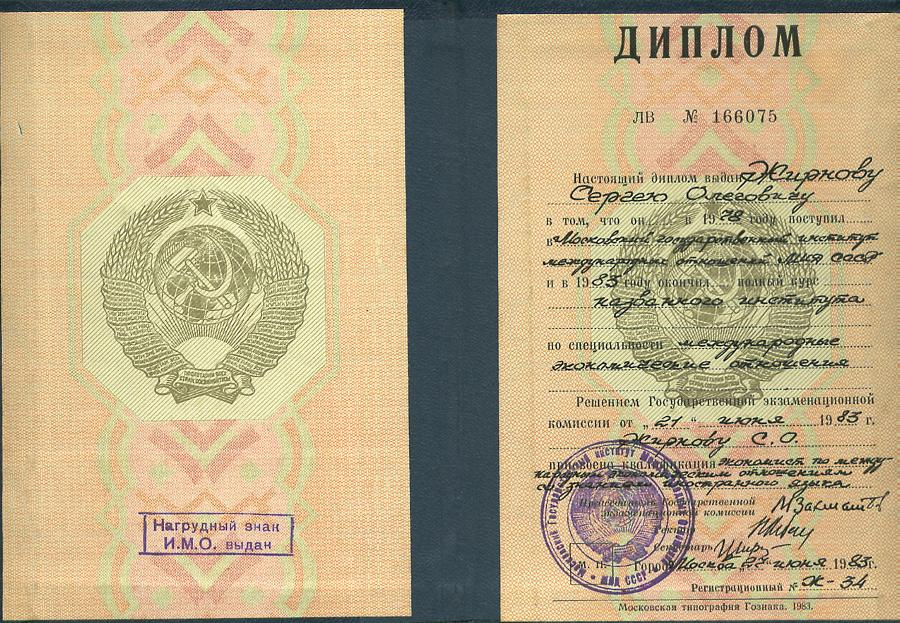
Диплом об окончании факультета МЭО МГИМО МИД СССР по специальности «экономист-международник». 1983 год
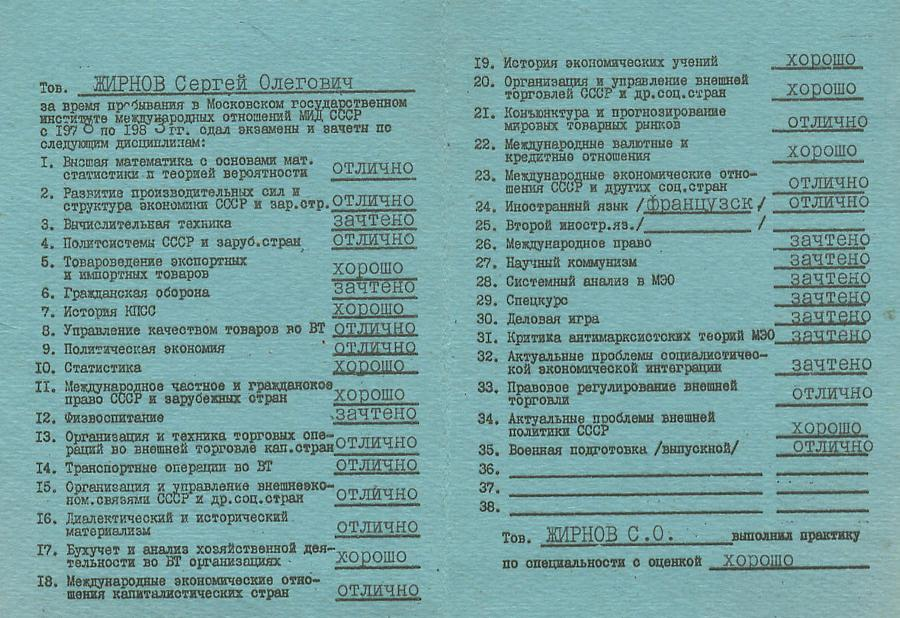
Вкладыш к диплому о высшем образовании, МГИМО МИД СССР
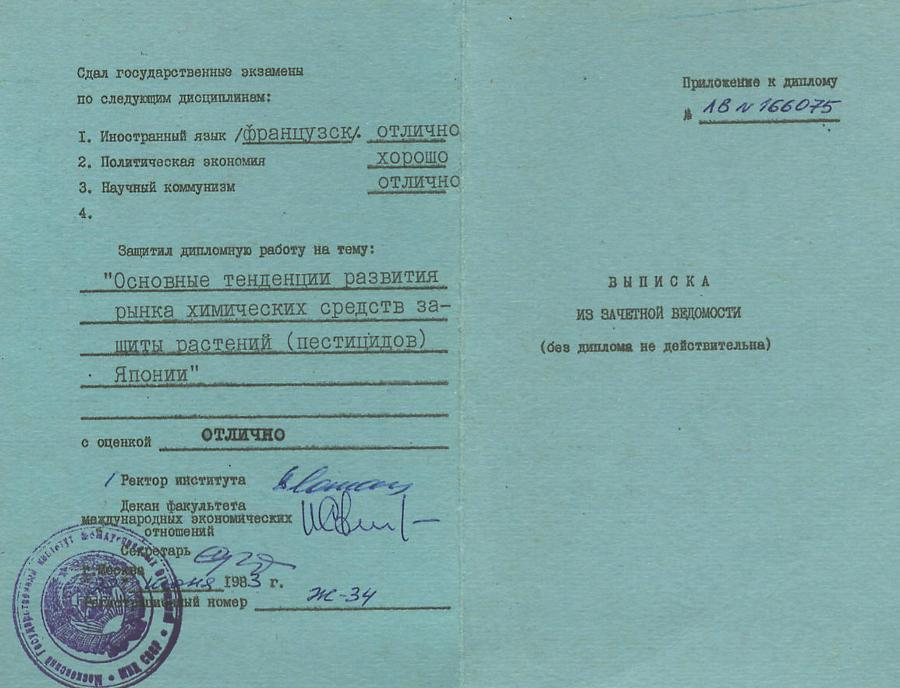
Вкладыш к диплому о высшем образовании, МГИМО МИД СССР
Диплом Российской Федерации о высшем образовании в современной России
Вкладыш в диплом Российской Федерации о высшем образовании
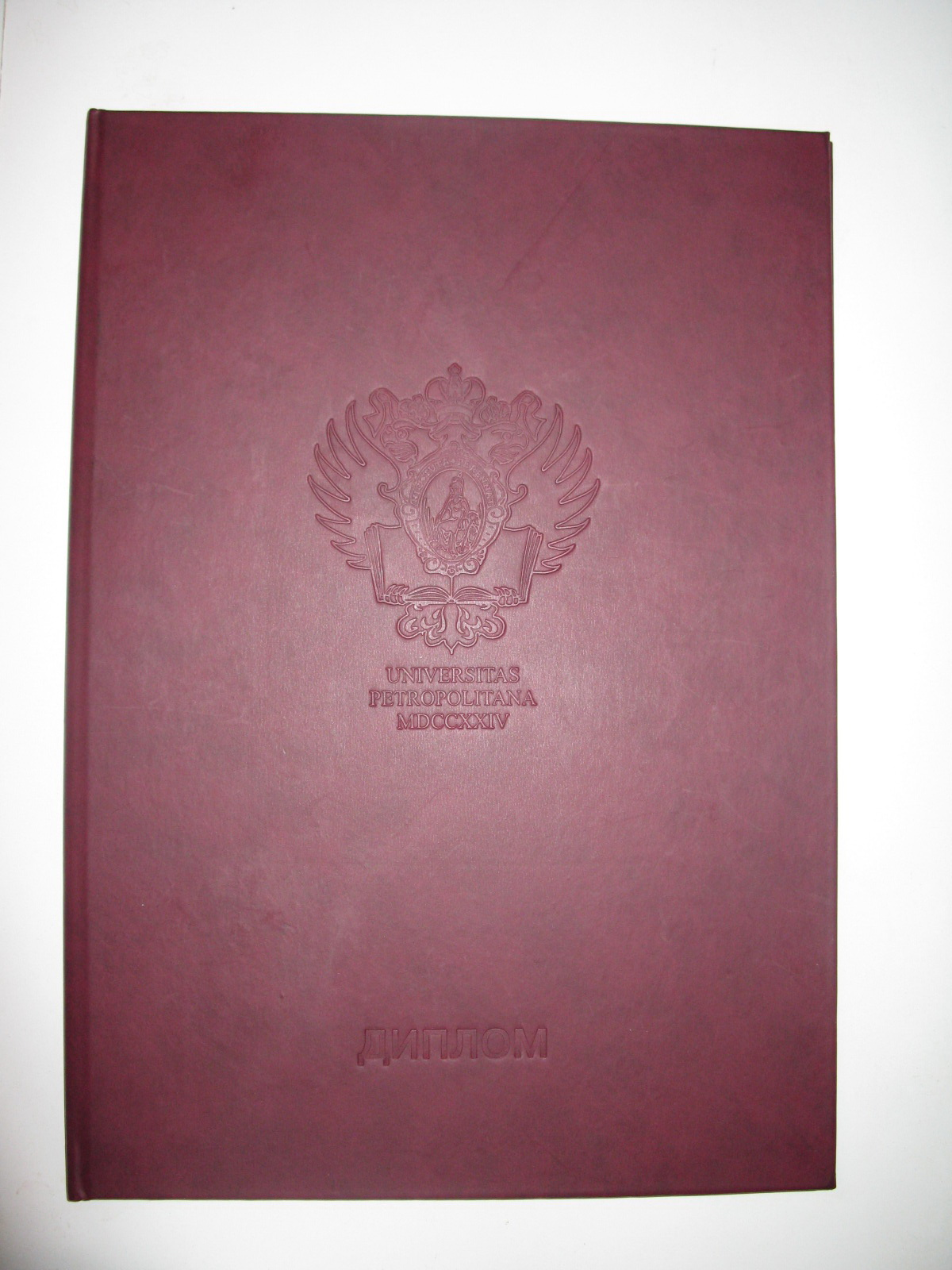
Диплом СПбГУ, 2010 год (обложка)
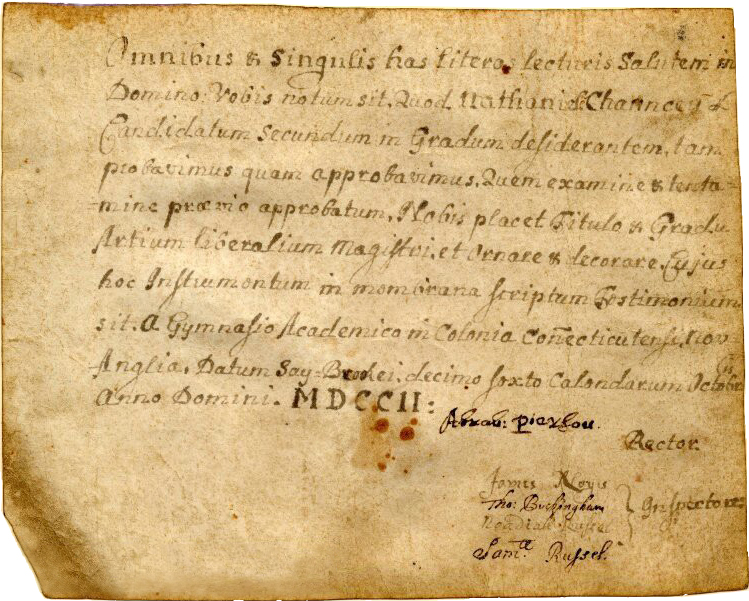
Первый диплом США, Йельский университет, 1702 год
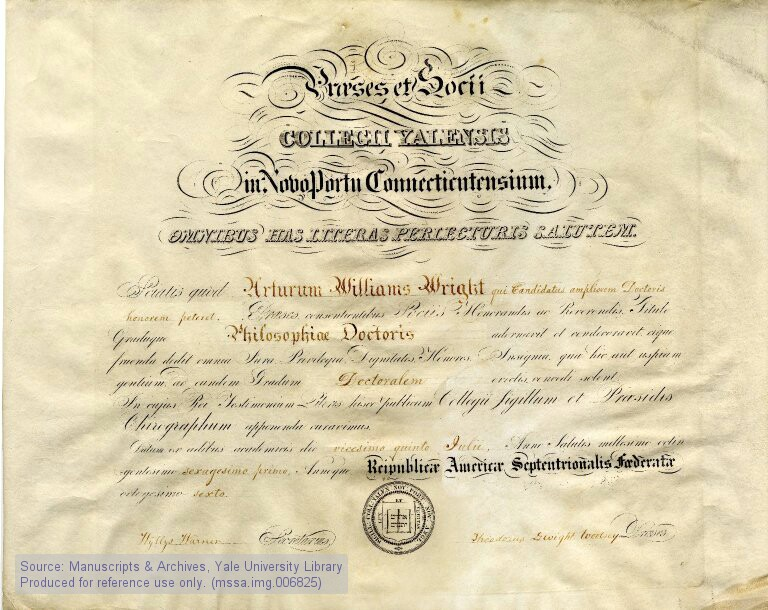
Диплом на степень доктора философии, Йельский университет (США), 1861 год
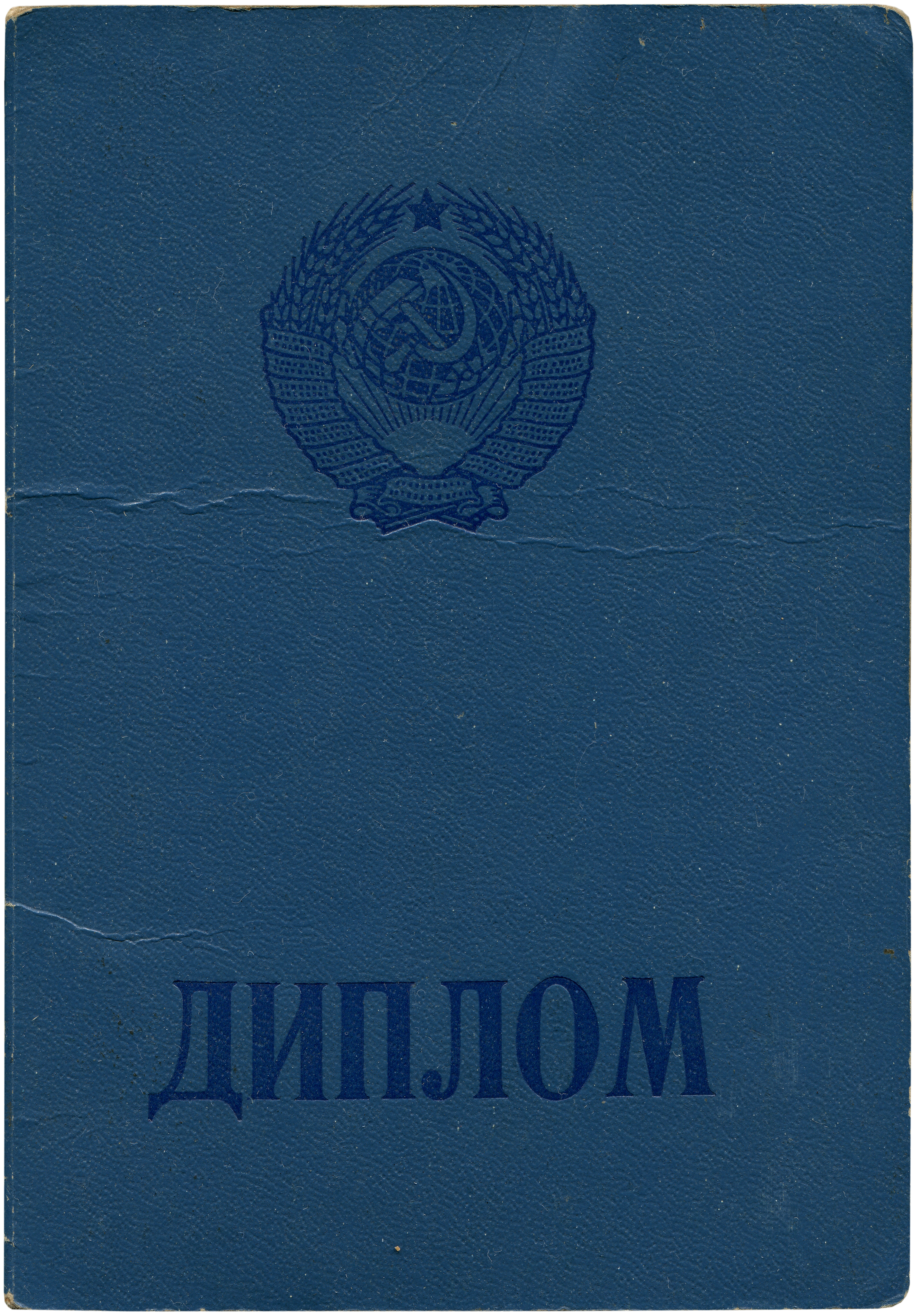
Диплом учащихся в ПТУ

## Учёные степени и звания
Учёные степени
- Диплом кандидата наук
- Диплом доктора наук

Учёные звания
- Аттестат доцента
- Аттестат профессора

## Другие значения
В просторечии дипломом также иногда называют дипломную работу (дипломный проект) специалиста (а также пояснительную записку к ней) и выпускную квалификационную работу бакалавра или магистра. Отсюда просторечное: «написать диплом», «защитить диплом», «защита диплома» и т. п.